# Campeonato Brasileiro de Futebol de 1967 (Torneio Roberto Gomes Pedrosa)
O Campeonato Brasileiro de Futebol de 1967, originalmente denominado Torneio Roberto Gomes Pedrosa, foi a décima edição do Campeonato Brasileiro e foi vencido pelo Palmeiras, conquistando assim o título de campeão brasileiro de futebol de 1967, título compartilhado oficialmente pela CBF com o próprio Palmeiras, que também venceu a penúltima edição da Taça Brasil, realizada no mesmo ano.
Organizado ainda pelas federações Paulista e Carioca, o Torneio Roberto Gomes Pedrosa de 1967 foi o resultado da ampliação do Torneio Rio-São Paulo, incrementado com clubes de Minas Gerais, Rio Grande do Sul e Paraná, ou seja, transformando-a na primeira grande competição não disputada em sistema de mata-matas, como as edições da Taça Brasil, e que reuniu mais de dois estados, tornando-se também na primeira competição a englobar os principais clubes do país e também a primeira a alcançar uma fórmula vencedora e lucrativa, agradando aos seus clubes participantes, dirigentes e torcedores. Esta edição contou com a participação de quinze clubes representando cinco Estados. São Paulo foi representado por cinco equipes (Corinthians, Palmeiras, Portuguesa, Santos e São Paulo), a Guanabara também por cinco (Bangu, Botafogo, Flamengo, Fluminense e Vasco da Gama), o Rio Grande do Sul por duas (Grêmio e Internacional), assim como Minas Gerais (Atlético Mineiro e Cruzeiro) e o Paraná com uma (Ferroviário).
Os clubes classificados para o quadrangular decisivo foram Palmeiras, Corinthians, Internacional e Grêmio. Com duas vitórias e três empates, o Palmeiras chegou à última rodada precisando apenas de um empate no Pacaembu, mas a equipe não se contentou apenas com a igualdade e venceu o Grêmio por 2 a 1, sagrando-se campeão. Este título representa uma das primeiras conquistas no âmbito nacional do time que ficou conhecido como Academia de Futebol do Palmeiras, conjunto com uma base sólida formado por atletas consagrados como Djalma Santos, Minuca, Ferrari, Dudu, Ademir da Guia, Servílio e César Maluco, time que jogava bonito, encantando não só os palmeirenses, mas muitos apaixonados pelo esporte.
As três edições seguintes, de 1968 a 1970, receberam o nome oficial Taça de Prata, mas popularmente a competição continuou a ser chamada de Torneio Roberto Gomes Pedrosa.
Em 2010, o torneio foi reconhecido pela CBF como um dos dois Campeonatos Brasileiros de Futebol de 1967, atribuindo o título de campeão brasileiro ao Palmeiras, exatamente como fazia em seus boletins oficiais entre 1971 e 1975, excluindo esta informação a partir do boletim de 1976.

## História

Troféu do Campeonato Brasileiro de Futebol de 1967 (Torneio Roberto Gomes Pedrosa).

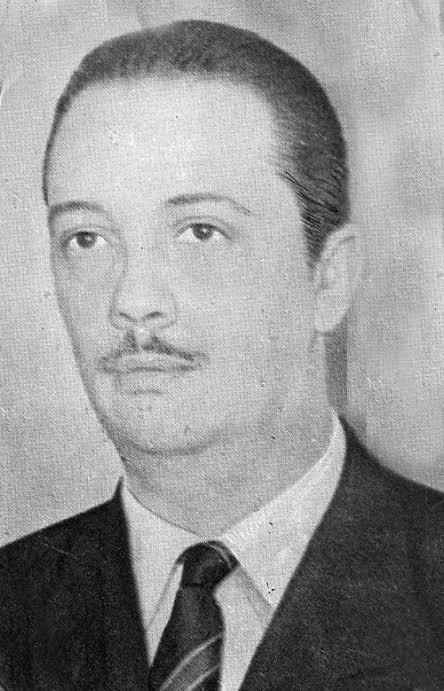
Roberto Gomes Pedrosa (Rio de Janeiro, 8 de junho de 1913 — São Paulo, 4 de janeiro de 1954), o homenageado, foi jogador (goleiro), presidente do São Paulo Futebol Clube, presidente da FPF e vereador da cidade de São Paulo. Foi campeão carioca pelo Botafogo em 1932, 1933 e 1934. Disputou a Copa de 1934. Morreu em 1954, aos 40 anos.

O Torneio Roberto Gomes Pedrosa/Taça de Prata foi uma competição nacional de futebol no Brasil disputada de 1967 a 1970, antes da criação do Campeonato Nacional de Clubes, em 1971, que ficou lembrado por vários anos como sendo o primeiro Campeonato Brasileiro, desde que a CBD (atual CBF) modificou o seu boletim oficial em 1976.
O primeiro Torneio Roberto Gomes Pedrosa foi realizado em 1967 e contou com a participação de quinze equipes de cinco Estados. Assim, pela primeira vez uma competição reuniu os principais clubes do Brasil: Corinthians, Palmeiras, Portuguesa, Santos e São Paulo (de São Paulo); Bangu, Botafogo, Flamengo, Fluminense e Vasco da Gama (da Guanabara); Grêmio e Internacional (do Rio Grande do Sul); Atlético Mineiro e Cruzeiro (de Minas Gerais) e Ferroviário (do Paraná).
O regulamento desta edição separava os participantes em dois grupos na primeira fase — um com sete agremiações e outro com oito, mas os clubes se enfrentavam todos contra todos em turno único. sendo que os dois mais bem colocados de cada chave classificavam-se para a disputa de um quadrangular final. Os dois melhores colocados de cada grupo foram respectivamente: Corinthians e Internacional (Grupo A) e Palmeiras e Grêmio (Grupo B), o Palmeiras liderou seu grupo com sete vitórias, cinco empates e duas derrotas, ostentando o melhor ataque até então — 31 gols em catorze jogos.
O quadrangular final, formado por duplas rivais de São Paulo e Rio Grande do Sul, foi disputado com os quatro clubes jogando todos contra todos, mas em dois turnos, ao contrário das edições seguintes. Com duas vitórias e três empates, os comandados do técnico Aymoré Moreira chegaram à última rodada precisando apenas de um empate no Pacaembu, mas não se contentaram apenas com a igualdade: antes da primeira meia hora de jogo, o artilheiro do campeonato, César Maluco, já havia marcado duas vezes. Ari Ercílio ainda descontou para a equipe gaúcha, mas, com um placar final de 2 a 1, o Palmeiras conquistou o seu segundo título brasileiro, enquanto o Internacional vencia o Corinthians por 3 a 0 e sagrava-se vice-campeão. Os goleadores da competição foram César Maluco (Palmeiras) e Ademar (Flamengo), com quinze gols cada.
Entretanto, mesmo com criação do novo campeonato nacional (o Torneio Roberto Gomes Pedrosa), a Taça Brasil continuou sendo disputada. O Palmeiras que já havia vencido o "Robertão" em 1967, também foi campeão, no mesmo ano, da penúltima edição dessa competição. O certame de 1967 que indicou os representantes brasileiros para a Taça Libertadores da América foi a Taça Brasil: seu campeão e vice, respectivamente Palmeiras e Náutico, disputaram a Taça Libertadores do ano seguinte. Mas o modelo de disputa do primeiro Torneio Roberto Gomes Pedrosa garantiu o sucesso da competição, que agradou aos clubes participantes, dirigentes e torcedores — a média de público por jogo foi de mais de vinte mil pessoas —, tornando-se o primeiro torneio nacional a conseguir atingir uma fórmula vencedora e lucrativa para suas equipes participantes. O sucesso da competição foi tanto, que a CBD decidiu adotar o modelo como o principal campeonato nacional já a partir de 1968 e, mesmo com a criação do Campeonato Nacional de Clubes, em 1971 — que foi baseado na edição de 1970 da Taça de Prata —, a entidade permaneceu colocando em seus boletins oficiais, entre 1971 e 1975, as edições do Torneio Roberto Gomes Pedrosa/Taça de Prata em igualdade de condições com as edições posteriores do Campeonato Brasileiro, apenas mantendo os nomes próprios, excluindo esta informação a partir do boletim de 1976.
Alguns autores consideram que "a história do futebol brasileiro, a partir desse momento, foi deixada para trás". Os defensores desta visão alegam que o motivo de a CBD ter criado o Campeonato Nacional de Clubes, deixando de lado a Taça Brasil e o Torneio Roberto Gomes Pedrosa/Taça de Prata, competições que ela própria organizara, foram questões políticas. "O Brasil vivia uma ditadura que descobria como o futebol podia ser usado para promover o ufanismo e a imagem de integração nacional", escreveu o jornalista e historiador Roberto Assaf. "Era interessante para o governo da época vender a ideia de que estava sendo criado algo inédito." A forma como o regime militar utilizou o futebol brasileiro para legitimar alguns de seus dogmas é evidente. O tricampeonato da Seleção Brasileira na Copa do Mundo de 1970 é o exemplo mais marcante das intervenções realizadas pelo governo militar no futebol nacional. Porém, também determinaram diversas diretrizes que influenciaram os clubes. A própria criação do Campeonato Nacional de Clubes veio na esteira do Plano de Integração Nacional do presidente brasileiro Emílio Garrastazu Médici.
A discussão sobre se o Torneio Roberto Gomes Pedrosa era, ou não, um campeonato realmente nacional é um assunto controverso. Em dezembro de 1968, a Folha ainda lamentava o fato do Brasil ser "o único país sem campeonato nacional", lamento repetido quatro meses depois, seguido de uma constatação: "Um campeonato brasileiro de futebol, com lei de acesso atualizada, será a salvação do futebol nacional." Já outros veículos da imprensa, além da própria CBD que declarou o Fluminense campeão brasileiro em seu boletim oficial de 1971, tratavam a competição como um verdadeiro campeonato nacional e consideravam seus vencedores campeões brasileiros, como a revista Placar, que, em sua edição de 25 de dezembro de 1970, trazia ampla cobertura das finais do campeonato e estampou em sua capa a manchete "O Flu é o campeão do Brasil!". Em 1967, após a criação do Torneio Roberto Gomes Pedrosa, o Jornal do Brasil defendeu que a realização do campeonato de proporções nacionais era um importante momento para a história do futebol brasileiro e acrescentou: "A esperança de melhores rendas e espetáculos de qualidade superior àqueles proporcionados pelos estaduais parecia concretizar-se, uma vez que a criação de um campeonato nacional racionalizaria o calendário, possibilitando, inclusive, a vinda de clubes estrangeiros para o Brasil, e fortaleceria a Seleção Brasileira, já que jogadores de outros centros poderiam ser úteis para o time verde e amarelo, que tinha perdido a Copa do Mundo em 1966 para os anfitriões ingleses."
Todavia, mesmo com a criação do Campeonato Nacional de Clubes, a imprensa da época continuou dividida: Enquanto uma parte dos jornalistas era otimista com a nova competição, outra parcela permanecia debatendo a respeito da falta de um campeonato verdadeiramente nacional. A revista Placar, que lutara durante todo o ano de 1970 pela criação do Nacional, acabou adotando uma postura cautelosa após o início da nova competição. Sob o título "Até que enfim um Campeonato Nacional — mas tem que melhorar", a revista criticava a hegemonia dos fatores políticos em detrimento dos aspectos futebolísticos. Para a revista, o Nacional "não passava de um Robertão um pouco diferente", o que não contribuía para alterar a estrutura arcaica do futebol brasileiro. O Jornal dos Sports também não considerou que houve grandes mudanças entre os dois certames e, ao falar das equipes cariocas que disputariam o Campeonato Nacional, apresentou a equipe do Fluminense da seguinte forma: "Flu parte para o bi com toda a força." Ou seja, assim como a Placar no ano anterior, o Jornal dos Sports também tratou o Fluminense como campeão brasileiro mesmo sem a existência oficial do Campeonato Nacional, considerando o Torneio Roberto Gomes Pedrosa/Taça de Prata como tal. Anos mais tarde essa questão viria a ser de grande relevância e alvo de disputas esportivas e políticas.
O rompimento entre o que já existia e o que surgiu criou um paradoxo: ao mesmo tempo em que existia a noção de que os vencedores da Taça Brasil e do Torneio Roberto Gomes Pedrosa/Taça de Prata eram campeões nacionais, a imprensa da época também continuou debatendo a respeito da falta de um campeonato verdadeiramente nacional. "A própria CBF não sabe o que a CBD determinou na transição de 1970 para 1971", afirma o jornalista Paulo Vinícius Coelho. "A documentação da época está na Granja Comary [em Teresópolis, RJ], e o responsável pelo arquivo histórico da entidade ainda não teve condições de procurar esse material." João Havelange, ex-presidente da CBD que criou tanto a Taça Brasil, o Torneio Roberto Gomes Pedrosa e o Campeonato Nacional de Clubes, declarou que as competições representavam a sequência uma da outra e que a Taça Brasil e o Torneio Roberto Gomes Pedrosa foram criados para definir o campeão brasileiro, e que o Campeonato Nacional de Clubes representou o prosseguimento destas competições. Também, segundo Odir Cunha, o surgimento do Campeonato Nacional de Clubes não invalidou os títulos brasileiros anteriores. Tanto é, que por muitos anos, a Taça Brasil e o Torneio Roberto Gomes Pedrosa/Taça de Prata foram computados nos rankings de clubes que se fazia. João Havelange, também declarou em 2010 ser favorável à unificação dos títulos da Taça Brasil e do Torneio Roberto Gomes Pedrosa/Taça de Prata ao Campeonato Brasileiro. Em um evento oficial do Santos, ele afirmou que "se os títulos existiram é porque as competições foram oficiais e, se foram oficiais, devem ser respeitadas".
Por fim, em 2010, com a unificação promovida pela CBF, o torneio passou a ser considerado a nona edição do Campeonato Brasileiro, atribuindo o título de campeão brasileiro aos vencedores do Torneio Roberto Gomes Pedrosa/Taça de Prata — bem como as da Taça Brasil —, exatamente como a entidade fazia anteriormente.

## Participantes
| Equipe           | Cidade         | Estado | Título(s)                        |
| ---------------- | -------------- | ------ | -------------------------------- |
| Atlético Mineiro | Belo Horizonte | MG     | 1 (1937)                         |
| Bangu            | Rio de Janeiro | GB     | 0 (não possui)                   |
| Botafogo         | Rio de Janeiro | GB     | 0 (não possui)                   |
| Corinthians      | São Paulo      | SP     | 0 (não possui)                   |
| Cruzeiro         | Belo Horizonte | MG     | 1 (1966)                         |
| Ferroviário      | Curitiba       | PR     | 0 (não possui)                   |
| Flamengo         | Rio de Janeiro | GB     | 0 (não possui)                   |
| Fluminense       | Rio de Janeiro | GB     | 0 (não possui)                   |
| Grêmio           | Porto Alegre   | RS     | 0 (não possui)                   |
| Internacional    | Porto Alegre   | RS     | 0 (não possui)                   |
| Palmeiras        | São Paulo      | SP     | 1 (1960)                         |
| Portuguesa       | São Paulo      | SP     | 0 (não possui)                   |
| Santos           | Santos         | SP     | 5 (1961, 1962, 1963, 1964, 1965) |
| São Paulo        | São Paulo      | SP     | 0 (não possui)                   |
| Vasco da Gama    | Rio de Janeiro | GB     | 0 (não possui)                   |

## Fórmula de disputa
Embora tenha sido organizado pelas federações Paulista e Carioca de Futebol a partir do Torneio Rio-São Paulo, foi o primeiro certame a reunir as principais forças do futebol brasileiro, tendo sido disputado por quinze clubes de cinco estados:
- Palmeiras, Corinthians, São Paulo, Santos e Portuguesa, de São Paulo;
- Flamengo, Fluminense, Vasco da Gama, Botafogo e Bangu, do então estado da Guanabara.
- Internacional e Grêmio, do Rio Grande do Sul;
- Cruzeiro e Atlético Mineiro, de Minas Gerais;
- Ferroviário, do Paraná.

A fórmula de disputa desta edição da competição já era semelhante às dos Campeonatos Brasileiros posteriores, com as equipes divididas em grupos e mais de uma fase para definir o campeão. Cada clube disputava um mínimo de catorze partidas, o que já obrigava o campeonato a ter um espaço grande no calendário.
Primeira fase: os quinze participantes jogaram todos contra todos, em turno único, mas divididos em dois grupos (um com sete e outro com oito equipes) para efeito de classificação. Classificaram-se os dois primeiros de cada grupo para a fase final.
Fase final: os quatro clubes classificados jogaram todos contra todos, em dois turnos, com inversão de mando de campo. O clube com maior número de pontos nesta fase foi declarado campeão.
Critérios de desempate: saldo de gols, goal average e sorteio.

## Classificação da primeira fase

### Grupo A
| Pos | Equipes       | Pts | J  | V | E | D | GP | GC | SG  |
| --- | ------------- | --- | -- | - | - | - | -- | -- | --- |
| 1   | Corinthians   | 22  | 14 | 9 | 4 | 1 | 29 | 16 | +13 |
| 2   | Internacional | 16  | 14 | 5 | 6 | 3 | 18 | 16 | +2  |
| 3   | Cruzeiro      | 14  | 14 | 6 | 2 | 6 | 23 | 19 | +4  |
| 4   | Bangu         | 14  | 14 | 5 | 4 | 5 | 16 | 21 | –5  |
| 5   | São Paulo     | 13  | 14 | 3 | 7 | 4 | 18 | 13 | +5  |
| 6   | Fluminense    | 11  | 14 | 4 | 3 | 7 | 21 | 29 | –8  |
| 7   | Botafogo      | 9   | 14 | 1 | 7 | 6 | 12 | 21 | –9  |

|  |                                            |
|  | Zona de classificação para a próxima fase. |

### Grupo B
| Pos | Equipes          | Pts | J  | V | E | D  | GP | GC | SG  |
| --- | ---------------- | --- | -- | - | - | -- | -- | -- | --- |
| 1   | Palmeiras        | 19  | 14 | 7 | 5 | 2  | 31 | 21 | +10 |
| 2   | Grêmio           | 18  | 14 | 6 | 6 | 2  | 20 | 11 | +9  |
| 3   | Portuguesa       | 17  | 14 | 6 | 5 | 3  | 24 | 18 | +6  |
| 4   | Santos           | 15  | 14 | 5 | 5 | 4  | 21 | 16 | +5  |
| 5   | Atlético Mineiro | 14  | 14 | 5 | 4 | 5  | 18 | 21 | –3  |
| 6   | Flamengo         | 12  | 14 | 3 | 6 | 5  | 23 | 24 | –1  |
| 7   | Vasco da Gama    | 12  | 14 | 3 | 6 | 5  | 10 | 21 | –11 |
| 8   | Ferroviário      | 4   | 14 | 0 | 4 | 10 | 9  | 26 | –17 |

|  |                                            |
|  | Zona de classificação para a próxima fase. |

## Fase final
Foram finalistas dois clubes paulistas (Corinthians e Palmeiras) e dois gaúchos (Internacional e Grêmio). O Palmeiras conquistou o título na última rodada da fase final, ao enfrentar o Grêmio em São Paulo no dia 8 de junho, uma quinta-feira. O Palmeiras precisava apenas de um empate e venceu por 2 a 1. Se o Grêmio vencesse, daria o título para o seu rival Internacional, que na noite anterior havia vencido o Corinthians por 3 a 0 em Porto Alegre.

### Jogos
| 20 de maio | Corinthians           | 2 – 1 | Grêmio       | Pacaembu, São Paulo                                |
|            | Dino · Flávio Minuano |       | Alcindo pen' | Renda: NCr$ 52.121,50 Árbitro: José Carlos Barreto |

| 21 de maio | Internacional | 1 – 2 | Palmeiras                        | Olímpico, Porto Alegre                                 |
|            | Scala 65'     |       | Dario Alegria 60' · Gallardo 75' | Renda: NCr$ 57.382,00 Árbitro: SP Romualdo Arppi Filho |

| 24 de maio | Corinthians                   | 2 – 2 | Palmeiras                         | Pacaembu, São Paulo                                                |
|            | Dino 68' · Flávio Minuano 70' |       | César Maluco 33' · Zequinha 90+1' | Público: 44 513 Renda: NCr$ 104.721,00 Árbitro: SP Armando Marques |

| 24 de maio | Grêmio | 1 – 1 | Internacional | Olímpico, Porto Alegre                            |
|            | Cléo   |       | Joaquim       | Renda: NCr$ 66.159,00 Árbitro: RS Flávio Cavedini |

| 28 de maio | Corinthians | 0 – 1 | Internacional |                                      |
|            |             |       |               | Árbitro: RS Alfredo Bernardes Torres |

| 28 de maio | Grêmio        | 1 – 1 | Palmeiras       | Olímpico, Porto Alegre                                 |
|            | Joãozinho 76' |       | João Daniel 89' | Renda: NCr$ 42.234,00 Árbitro: SP Romualdo Arppi Filho |

| 1 de junho | Palmeiras | 0 – 0 | Internacional | Pacaembu, São Paulo                                                        |
|            |           |       |               | Público: 19 277 Renda: NCr$ 47.234,00 Árbitro: RS Alfredo Bernardes Torres |

| 1 de junho | Grêmio | 0 – 1 | Corinthians |                             |
|            |        |       |             | Árbitro: RJ Armando Marques |

| 4 de junho | Palmeiras        | 1 – 0 | Corinthians | Morumbi, São Paulo                                                 |
|            | César Maluco 55' |       |             | Público: 40 032 Renda: NCr$ 139.970,00 Árbitro: RJ Armando Marques |

| 4 de junho | Internacional | 0 – 0 | Grêmio | Olímpico, Porto Alegre                           |
|            |               |       |        | Renda: NCr$ 57.955,00 Árbitro: José Luis Barreto |

| 7 de junho | Internacional | 3 – 0 | Corinthians |                                  |
|            |               |       |             | Árbitro: SP Romualdo Arppi Filho |

| 8 de junho | Palmeiras            | 2 – 1 | Grêmio                | Pacaembu, São Paulo                                   |
|            | César Maluco 8', 24' |       | Ari Ercílio 83' (pen) | Renda: NCr$ 64.578,00 Árbitro: RS João Carlos Ferrari |

### Classificação do quadrangular final
| Pos | Equipes       | Pts | J | V | E | D | GP | GC | SG |
| --- | ------------- | --- | - | - | - | - | -- | -- | -- |
| 1º  | Palmeiras     | 9   | 6 | 3 | 3 | 0 | 8  | 5  | 3  |
| 2º  | Internacional | 7   | 6 | 2 | 3 | 1 | 6  | 3  | 3  |
| 3º  | Corinthians   | 5   | 6 | 2 | 1 | 3 | 5  | 8  | -3 |
| 4º  | Grêmio        | 3   | 6 | 0 | 3 | 3 | 4  | 7  | -3 |

## Premiação
| Campeonato Brasileiro de 1967 (Torneio Roberto Gomes Pedrosa) |
| ------------------------------------------------------------- |
| Sociedade Esportiva Palmeiras (2º título)                     |

## Artilheiros
| Pos. | Jogador        | Equipe      | Gols |
| ---- | -------------- | ----------- | ---- |
| 1    | Ademar Pantera | Flamengo    | 15   |
| 1    | César Maluco   | Palmeiras   | 15   |
| 3    | Alcindo        | Grêmio      | 13   |
| 4    | Tales          | Corinthians | 11   |
| 5    | Rinaldo        | Palmeiras   | 10   |
| 6    | Pelé           | Santos      | 9    |
| 7    | Ivair          | Portuguesa  | 6    |
| 7    | Tostão         | Cruzeiro    | 6    |
| 7    | Adilson        | São Paulo   | 6    |

## Maiores públicos
- Os 11 maiores, aqueles que não constem listados os públicos pagantes e presentes, a referência é aos pagantes.

1. Atlético Mineiro 0 a 4 Cruzeiro, 91 042, Mineirão, 5 de março de 1967.
2. Flamengo 0 a 1 Santos, 56 637, Maracanã, 19 de março de 1967.
3. Corinthians 1 a 1 Santos, 56 208, Pacaembu, 13 de maio de 1967 (52 225 pagantes).
4. Corinthians 0 a 1 Palmeiras, 55 992, Pacaembu, 4 de junho de 1967 (40 032 pagantes).
5. Flamengo 0 a 0 Vasco, 55 581, Maracanã, 22 de abril de 1967 (50 188 pagantes).
6. Flamengo 2 a 0 Cruzeiro, 52 875, Maracanã, 15 de março de 1967.
7. Cruzeiro 3 a 1 Santos, 51 495, Mineirão, 19 de março de 1967.
8. Vasco 2 a 1 Santos, 46 053, Maracanã, 26 de março de 1967.
9. Atlético Mineiro 0 a 0 Internacional, 45,314, Mineirão, 16 de abril de 1967 (37 724 pagantes).
10. Atlético Mineiro 1 a 1 Grêmio, 45 038, Mineirão, 9 de abril de 1967.
11. Grêmio 1 a 1 Santos, 44 283, Olímpico, 12 de março de 1967.